# Сокорский, Влодзимеж
Влодзимеж Сокорский (пол. Włodzimierz Sokorski, псевдоним Andrzej Sokora; 2 июля 1908, Александровск, Екатеринославская губерния — 2 мая 1999, Варшава) — польский военный, государственный, партийный и общественный деятель. министр культуры и искусства (1952—1956). С 1926 года один из руководителей ППС-Левиц, кандидат в члены ЦК ПОРП (1948—1972). Депутат Национального совета (1945—1947), Законодательного сейма (1947—1952) и Сейма Польской Народной Республики 1-го, 4-го, 5-го и 6-го созывов (1953—1956, 1965—1976). Участник Второй Мировой войны (1943—1945), бригадный генерал в отставке. Политзаключенный (1932—1936).

## Биография
Родился в 1908 году в Александровске в Восточной Украине в семье бедного учителя из Галиции. После распада Российской империи и обретения независимости Польшей семья переехала в Варшаву.
Во время учёбы на юридическом факультете Варшавского университета включился в марксистское движение, участвовал в работе молодёжных организаций, связанных с КПП и ППС — левицей. Осуждён, отбывал наказание в 1932—1936 годах, менее чем через год стал свидетелем ликвидации КПП и уничтожения её лидеров, что впоследствии называл «трагической ошибкой Коминтерна».
После оккупации восточной части Польши советскими войсками был в числе польских коммунистов, сотрудничавших с советской властью, но в силу недоверия к ним со стороны руководства ВКП(б) значительных должностей не занимал]]. После нападения Германии на Советский Союз был эвакуирован вглубь СССР, где стал одним из организаторов Союза польских патриотов (входил в правление организации) и получил идеологический пост в 1-й пехотной дивизии им. Тадеуша Косцюшко. В 1943—1945 годах в 1-й армии Войска польского, заместитель командира пехотной дивизии имени Тадеуша Костюшко по культурно-просветительной работе.
В 1945—1948 годах секретарь Центрального комитета профессиональных союзов, участвовал в создании союзов деятелей искусства, представлял ПРП и ПОРП в Законодательном сейме. С 1948 года кандидат в члены ЦК ПОРП, заместитель министра культуры. Назначение Сокорского на эту должность знаменовало начало ужесточения культурной политики в Польше. Выступал с программными идеологическими речами, посвящёнными разгромной критике «эстетского» либерального искусства.
В 1952 году назначен министром культуры, проводил политику ориентации на искусство и культуру СССР, санкционировал цензуру и репрессии против диссидентски настроенных деятелей искусства. В ходы оттепели вследствие широкой общественной критики был вынужден покинуть пост министра, но продолжал возглавлять Комитет по делам радио и телевидения и курировал польские СМИ вплоть до ноября 1972 года. В мемуарах утверждал, что в 1968 году на этом посту пытался предотвратить кадровые чистки в рамках «антисионистской» кампании, но фактически чистки в СМИ были реализованы в полном объёме. Способствовал быстрому развитию в Польше телевидения, бюджет которого за годы, пока Сокорский возглавлял Радиокомитет, вырос в 10 раз. После того как в конце 1972 года правительство Эдварда Герека отправило Сокорского в отставку с поста главы комитета, он до 1990 года оставался главным редактором ежемесячного журнала «Литературный вестник», публиковавшего произведения ведущих авторов ПНР.
Депутат Сейма Польской Народной Республики 1-го, 4-го, 5-го и 6-го созывов (1953—1956, 1965—1976). Кандидат в члены ЦК ПОРП (1948—1972). В 1980—1983 годах президент Союза борцов за свободу и демократию. В 1988 году получил звание бригадного генерала в отставке и был включён в Совет охраны памяти борьбы и мученичества, в котором оставался до 1990 года. Одновременно с февраля 1989 года входил в Комиссию по делавм увековечения памяти жертв сталинских репрессий.
Автор воспоминаний и нескольких книг очерков. Умер 2 мая 1999 году в Варшаве. Похоронен на военном кладбище Повонзки.